# Torneo de Stuttgart 2009
El Torneo de Stuttgart es un evento de tenis que se disputa en Stuttgart, Alemania,  se juega entre el 11 y 19 de julio de 2009.

## Campeones
- Individuales masculinos:  Jérémy Chardy derrota a   Victor Hănescu, 1-6, 6-3, 6-4.

- Dobles masculinos:  František Čermák /  Michal Mertiňák derrotan a  Victor Hănescu /  Horia Tecău, 7–5, 6–4.